# Кљун (1. сезона)
Прва сезона серије Кљун премијерно је емитована од 4.октобра 2021. до 20.октобра 2021. године на мрежи Нова С.

## Радња
Соња Кљун је млада, амбициозна детективка, жељна да докаже да је њена истанчана интуиција у праву – наводно самоубиство у мирној Суботици крије далеко озбиљније тајне него што се то чини на први поглед. Соњина селидба у Суботицу покренуће лавину догађаја која ће разоткрити дубоко закопане тајне везане за мистериозну организацију, али и за Соњину прошлост. Истанчана интуиција није својствена само за Соњу, већ и за њену десетогодишњу кћерку, чији необични снови везани за мајчин посао почињу да се остварују.

## Епизоде
| Бр. еп. (укупно) | Бр. еп. (у сезони) | Наслов       | Редитељ                        | Сценариста                         | Премијера         |
| --- | ------------------ | ------------ | ------------------------------ | ---------------------------------- | ----------------- |
| 1 | 1                  | Епизода 1.1  | Јелена Гавриловић и Урош Томић | Матија Драгојевић и Љубица Луковић | 4. октобар 2021.  |
| У овој епизоди упознајемо Софију Кљун, која је по казни послата у Суботицу. Тамо мора да истражи сумњиво самоубиство сина локалног моћника. Упркос топлом дочеку нових колега, Соња је мотивисана да што пре заврши задатак и врати се својој породици и важном случају који је морала да напусти. Међутим, истанчана интуиција и необични снови који јој се јављају указују на то да смрт младића ипак можда није било самоубиство. |                    |              |                                |                                    |                   |
| 2 | 2                  | Епизода 1.2  | Јелена Гавриловић и Урош Томић | Матија Драгојевић и Љубица Луковић | 5. октобар 2021.  |
| Света Сурла врши притисак на Соњину истрагу, која је додатно отежана њеном компликованом породичном ситуацијом. Пијани сусрет са новинаром Јулијаном доводи до цурења информација и смрти невиног доушника, што ствара додатну напетост са колегама. Соњина интуиција је напокон доводи до осумњиченог али прекасно. |                    |              |                                |                                    |                   |
| 3 | 3                  | Епизода 1.3  | Јелена Гавриловић и Урош Томић | Матија Драгојевић и Љубица Луковић | 6. октобар 2021.  |
| Соња је убеђена да су два наводна самоубиства повезана. Истрага је одводи на траг хуманитарне фондације која финансира локални мигрантски камп и додељује стипендије младим талентима. Истовремено, све више је прогоне ноћне море и опасне халуцинације због чега кришом тражи психијатријску помоћ. Сличне симптоме доживљава и Оља, чији снови откривају кључне трагове за Соњин случај. |                    |              |                                |                                    |                   |
| 4 | 4                  | Епизода 1.4  | Јелена Гавриловић и Урош Томић | Матија Драгојевић и Љубица Луковић | 7. октобар 2021.  |
| Соња проналази паралеле између две жртве, али и њеног старог случаја из Београда, што је доводи до амбициозне, али натегнуте теорије. Иако се чини да хуманитарна фондација и њена шефица Петра крију кључне доказе, Соњи је забрањено да их истражује. Јулијанов брат Борко се враћа из иностранства са великом количином мистериозно стеченог новца и незавршеним пословима. |                    |              |                                |                                    |                   |
| 5 | 5                  | Епизода 1.5  | Јелена Гавриловић и Урош Томић | Матија Драгојевић и Љубица Луковић | 11. октобар 2021. |
| У овој епизоди су усмрћени вољени локални политичар и омражени бизнисмен. Соња је приморана да обустави истрагу и помогне колегама, али убрзо схвата да, можда, и ова убиства чине делове мозаика компликованог случаја који се полако склапа. Оља долази у Суботицу и показује велико интересовање за мајчин посао, а Соња се бори са страховима да је ћерка наследила њену менталну болест. Петра Лакић проналази нове кандидате за своју стипендију, а посебно пикира једну младу мигранткињу. |                    |              |                                |                                    |                   |
| 6 | 6                  | Епизода 1.6  | Јелена Гавриловић и Урош Томић | Матија Драгојевић и Љубица Луковић | 12. октобар 2021. |
| Соња открива прави разлог убистава политичара и бизнисмена, али не и наручиоца. Паралелно са њом, њена ћерка Оља спроводи сопствену истрагу. Подстакнута бурним сновима, због чега успева да предвиди и спречи ново убиство. Мића проналази кључни доказ који даје тежину Соњиној теорији и случај одлази у руке БИА-е. Борко је нестрпљив да добије нови задатак, али Петра је заузета тренирањем нових кандидата. |                    |              |                                |                                    |                   |
| 7 | 7                  | Епизода 1.7  | Јелена Гавриловић и Урош Томић | Матија Драгојевић и Љубица Луковић | 13. октобар 2021. |
| Након успешно затвореног случаја, Соња се опрашта са Суботицом и враћа у Београд. Оља се противи, јер је у сновима прогоне нестала деца, којима жели да помогне. Соња одлучује да игнорише све Ољине снове, у жељи да живи нормалан живот. Мики завршава ријалити као победник, али иако покушавају да се играју срећне породице, тензије су превелике. Соња је разочарана кад схвати да је Душан склопио дил са фондацијом и јавности погрешно представио њен случај. Кад схвати да неће живети нормално док не реши трауме из прошлости, Соња се упути ка Суботици на последњу сеансу код психијатра. |                    |              |                                |                                    |                   |
| 8 | 8                  | Епизода 1.8  | Јелена Гавриловић и Урош Томић | Матија Драгојевић и Љубица Луковић | 18. октобар 2021. |
| Соња коначно добија одговоре на питања која су је мучила цео живот. Кристијан подвргава Соњу хипнози, у покушају да открије дубоко потиснута сећања и трауме из прошлости. Соња се присећа свог заборављеног детињства, истине о очевом самоубиству и правом значају пророчких снова. |                    |              |                                |                                    |                   |
| 9 | 9                  | Епизода 1.9  | Јелена Гавриловић и Урош Томић | Матија Драгојевић и Љубица Луковић | 19. октобар 2021. |
| Кристијан се нада да ће Соња желети да му сада помогне кад зна истину, али она је бесна и припрети му да се клони ње и Оље. Истина је само више мотивисала да сведе све незавршене рачуне, те заједно са Јулијаном прави план да обелодани фондацијине тајне послове. Борко тренира нову кандидаткињу, али кад схвати да ће га она заменити, одлучује да окрене леђа фондацији и исприча све Јулијану. Фондација, ипак, налази новог савезника. |                    |              |                                |                                    |                   |
| 10 | 10                 | Епизода 1.10 | Јелена Гавриловић и Урош Томић | Матија Драгојевић и Љубица Луковић | 20. октобар 2021. |
| Ољин пророчки сан спасава живот Петри, захваљујући Кристијановој интервенцији. Фондација се спрема за одлазак из Суботице и ужурбано брише све трагове. Након што је Света елиминисан, Душан склапа дил са Петром да би спасио Соњу и Ољу. Соња је у клопци, приморана да компромитује себе и све за шта се борила, да би заштитила своју породицу. |                    |              |                                |                                    |                   |